# CunninLynguists

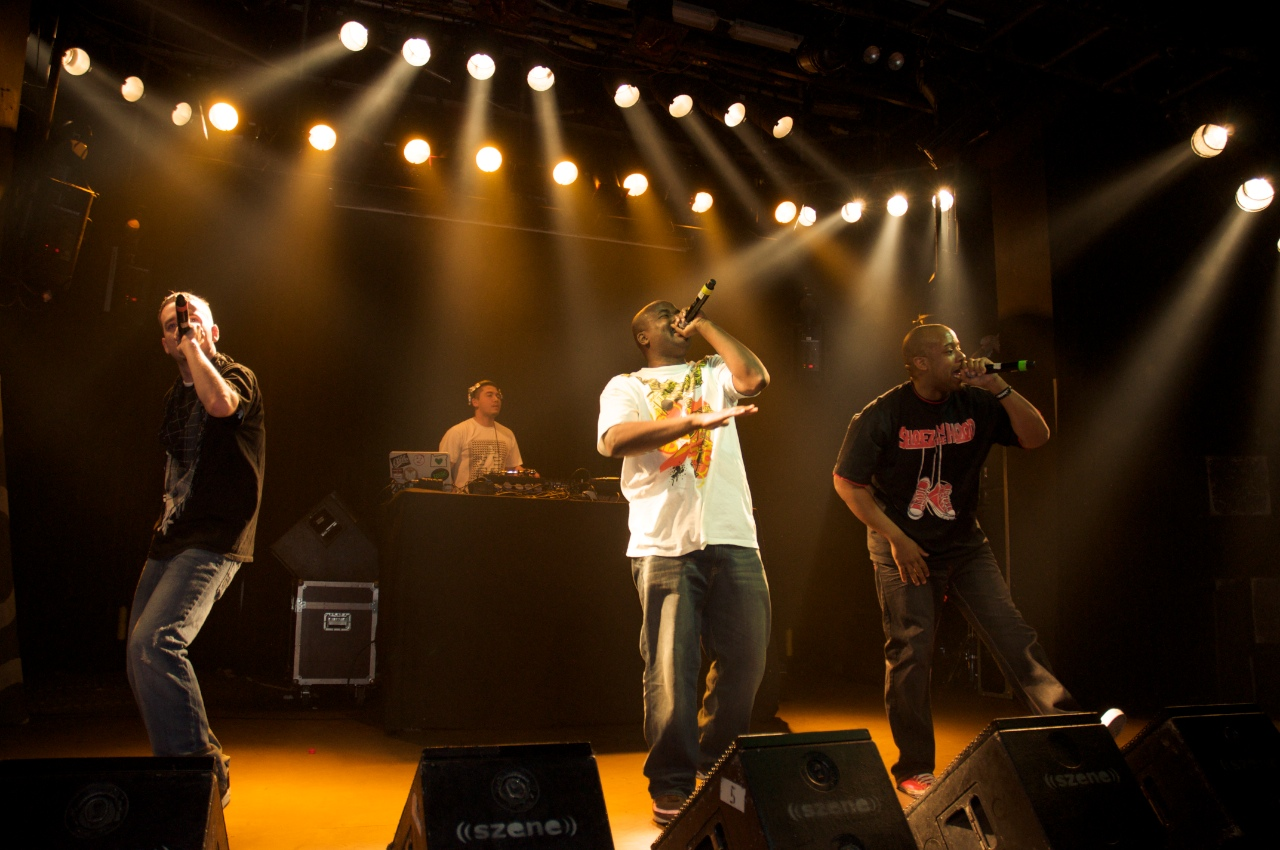
CunninLynguists tijdens een optreden

CunninLynguists is een hiphopgroep uit het zuiden van de Verenigde Staten, bestaand uit Deacon the Villain, Natti en DJ Kno. Later kwam gedurende het productieproces van het tweede CunninLynguists album, Southernunderground, daar nog de artiest Mr.SOS (David Diaz) uit Florida bij. Echter Mr.SOS was geen onderdeel meer van de groep voor het derde album. De groep is sterk beïnvloed door onder andere Outkast, A Tribe Called Quest, Goodie Mob, Pete Rock and CL Smooth, Public Enemy, Witchdoctor, C-Bo en De La Soul. De thema's van de groep zijn dagelijkse problemen; religie, relaties, de levenscyclus en politiek zijn hier enkele van.
Het debuutalbum van de groep, Will Rap For Food, is uitgebracht in oktober 2001. Het werd op 1 april 2003 gevolgd door het tweede album, Southernunderground. Naast een productiebijdrage van RJD2 en Domigo maakte DJ Kno vrijwel alle 'beats' voor dit album. Daarnaast waren er ook nog vocale bijdragen van de relatief bekende 'rapper' Masta Ace, Supastition, Tonedeff en Cashmere. Het derde album, A Piece of Strange, kwam wereldwijd uit op 24 januari 2006. Het gehele album is geproduceerd door DJ Kno en heeft vocale bijdragen van onder andere Cee Lo Green, Immortal Technique en Tonedeff.
Op 27 november 2007 verscheen het vierde album Dirty Acres, met bijdragen van Devin The Dude, Chizuko Yoshihiro, Phonte, Witchdoctor, Sheisty Khrist en Club Dub. In het eerste kwartaal van 2011 is het vijfde album uitgekomen, genaamd Oneirology, waar samenwerkingen met onder andere Tonedeff, Freddie Gibs en BIG K.R.I.T. op staan.
Het nummer W.C.G. gebruikt samples uit Wheelchair Groupie, een nummer van de Nederlandse band Alquin.
De groep heeft veel opgetreden met relatief bekende artiesten zoals Cee Lo Green, Brand Nubian, People Under the Stairs en Nappy Roots.

## Discografie

### Albums
- Will Rap For Food [LP] (2001)
- Southernunderground [LP] (2003)
- Sloppy Seconds Vol.1 [MixTape] (2003)
- Sloppy Seconds Vol.2 [MixTape] (2005)
- A Piece Of Strange [LP] (2005)
- Dirty Acres [LP] (2007)
- Strange Journey Volume One (2009)
- Strange Journey Volume Two (2009)
- Oneirology (2011)
- Strange Journey Volume Three (2014)
- Rose Azura Njano (2017)